# (2697) Albina
(2697) Albina (1969 TC3; 1929 TB; 1936 TL; 1938 BE; 1939 DE; 1942 RV; 1949 SC1; 1950 YA; 1952 DU1; 1968 OT; 1972 BJ; 1975 QR; 1975 RG; 1979 FK2; 1983 VR1) ist ein ungefähr 52 Kilometer großer Asteroid des äußeren Hauptgürtels, der am 9. Oktober 1969 von der russischen (damals: Sowjetunion) Astronomin Bella Burnaschewa am Krim-Observatorium in Nautschnyj (IAU-Code 095) entdeckt wurde.

## Benennung
(2697) Albina wurde nach der sowjetisch-russischen Astronomin Albina Alexejewna Serowa aus Moskau benannt, die eine Freundin der Entdeckerin Bella Aleksejevna Burnasheva war.